# Euphyllia glabrescens
Euphyllia glabrescens es una especie de coral duro, de la familia Euphylliidae, subclase Hexacorallia.
Este coral secreta carbonato cálcico para formar un esqueleto, característica que lo enmarca en los corales hermatípicos.
Es uno de los corales marinos más populares en acuariofilia. Se confunde frecuentemente con otro coral duro, el Heliofungia actiniformis, del que se diferencia claramente por el esqueleto, que en el caso de aquel es aplanado y ovalado.

## Morfología
Su estructura calcárea es arbórea y faceloide. Los pólipos son de tamaño medio y los tentáculos con forma similar a los de las anémonas. De hecho, este coral se confunde frecuentemente con una anémona por los buceadores. Las colonias pueden alcanzar el metro de diámetro.
El color mayoritario de los pólipos es gris-azulado, marrón o verde, y con las puntas en crema, verde o blanco. 
Tiene tentáculos "barredores", que son más finos de diámetro que los normales y que pueden expandir hasta más de 20 cm buscando alimento o agrediendo a otros corales, en la lucha por el espacio y la luz. Estos apéndices son extremadamente agresivos para el resto de habitantes del arrecife, tanto para peces como para el resto de invertebrados, ya que poseen células urticantes llamadas nematocistos.

## Galería

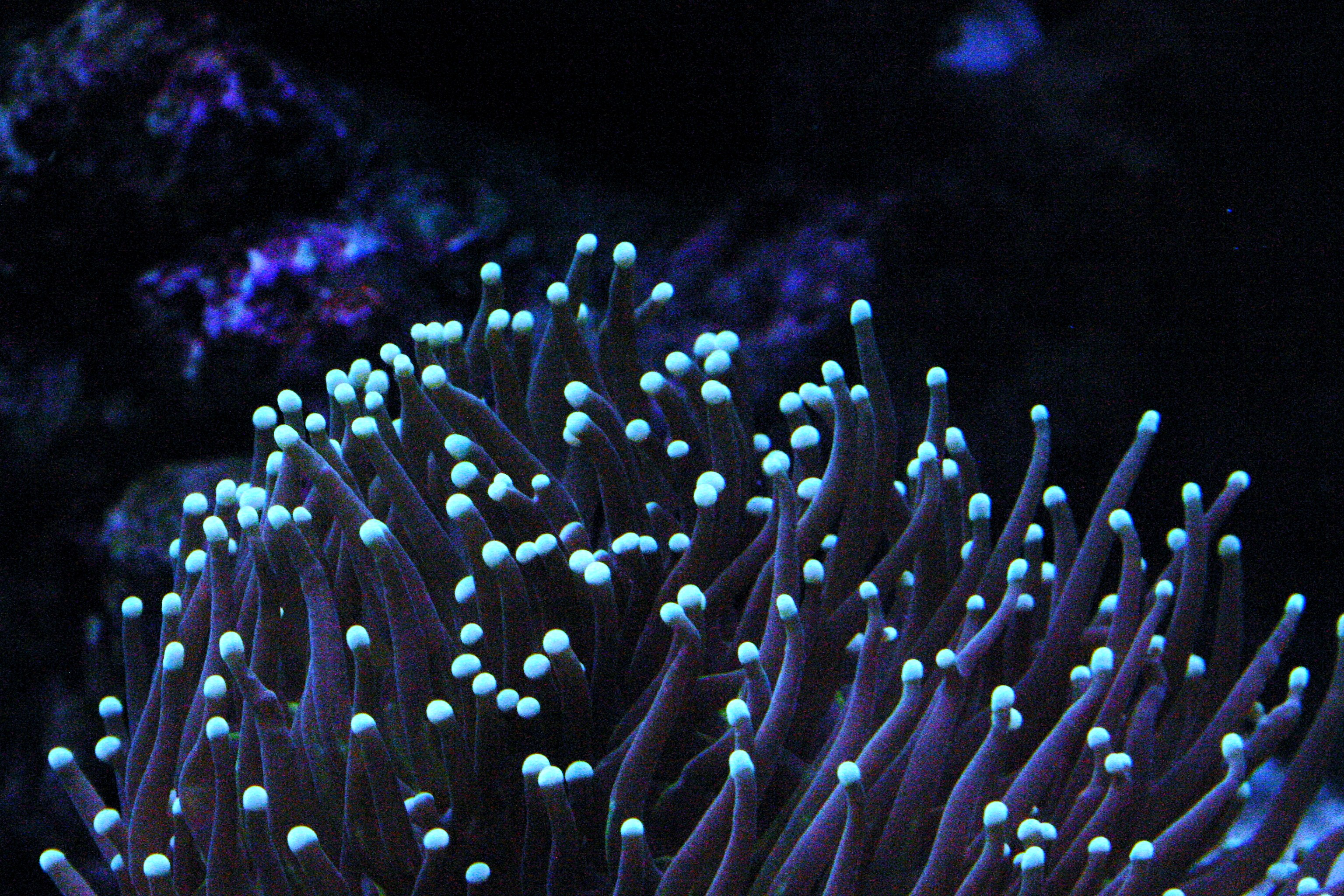
Euphyllia glabrescens con luz actínica.
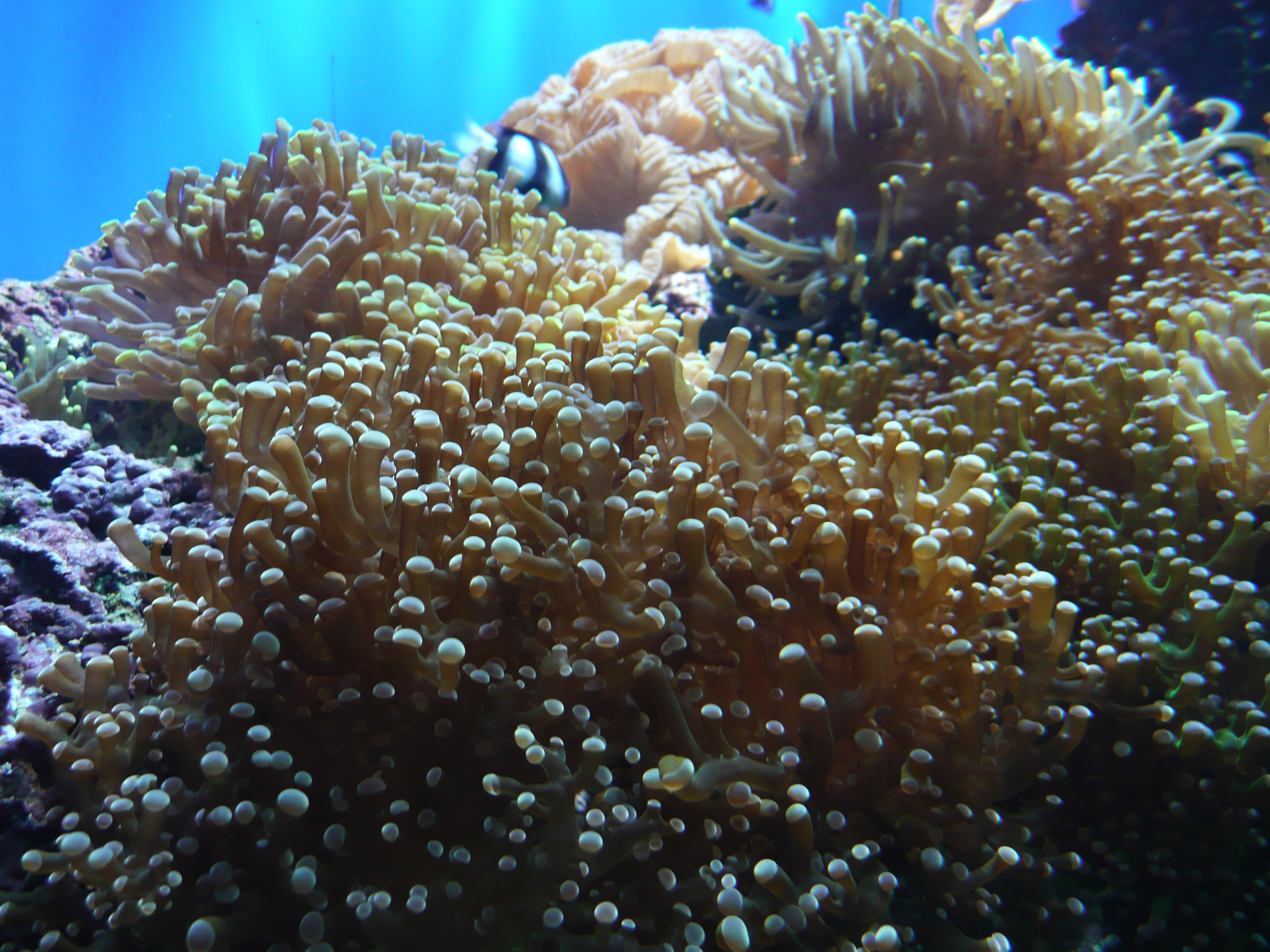
Euphyllia glabrescens en el Zoo de Londres.
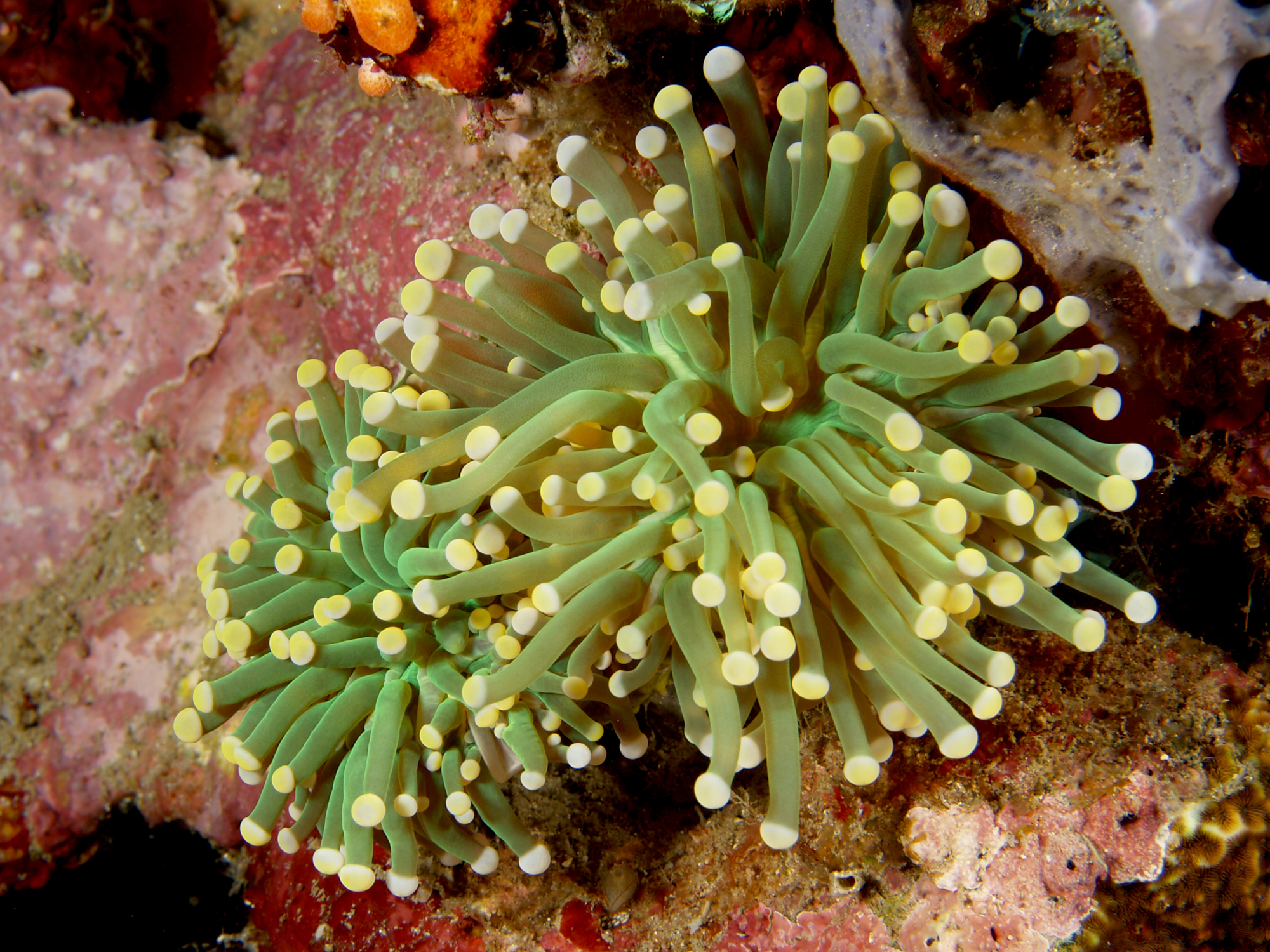
Euphyllia glabrescens con tentáculos extendidos.
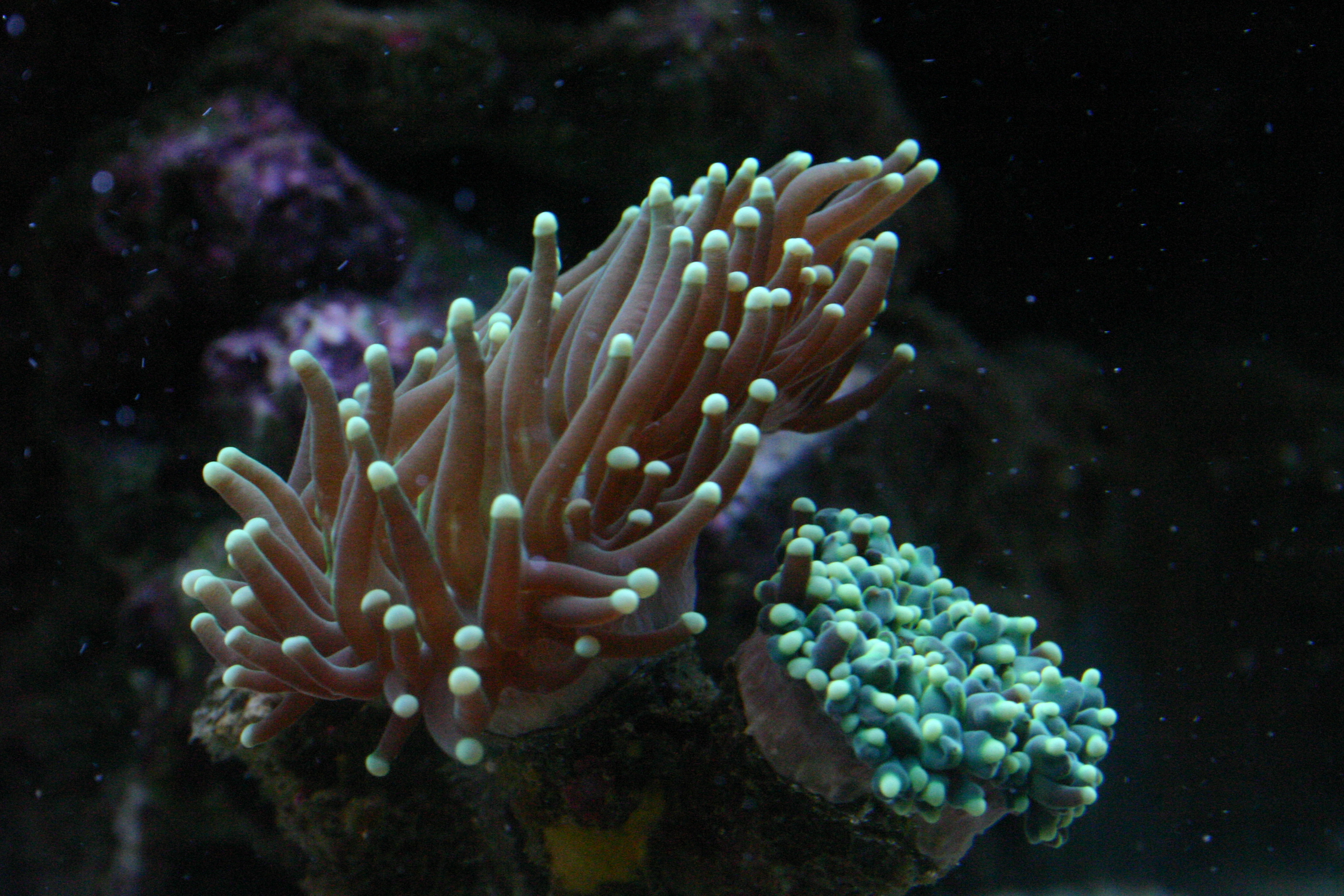
Pólipos expandidos y retraidos en Euphyllia glabrescens.

## Hábitat y distribución
Se encuentran en diversos hábitats del arrecife. Tanto en lagunas, como en arrecifes anteriores y posteriores, en sustratos rocosos y arenosos.
Localizado en aguas tranquilas desde  0.5 a 34 m de profundidad. Su rango de temperatura es entre 25.23 y 28.62 °C.
Se distribuye en los océanos Índico y Pacífico, desde Mozambique y el mar Rojo hasta el sur de Japón, norte de Australia y Fiyi. Es especie nativa de Arabia Saudí; Australia; Baréin; Birmania; Camboya; Chagos; Comoros; Egipto; Emiratos Árabes Unidos; Eritrea; Filipinas; Fiyi; Guam; India; Indonesia; Irán; Irak; Israel; Japón; Jordania; Kenia; Kiribati; Kuwait; Madagascar; Malasia; Maldivas; islas Marianas del Norte; islas Marshall; Mauritius; Mayotte; Micronesia; Mozambique; Nauru; Nueva Caledonia; Omán; Palau; Papúa Nueva Guinea; Catar; Reunión; Samoa; Samoa Americana; Seychelles; Singapur; islas Salomón; Somalia; Sri Lanka; Sudán; Taiwán; Tanzania; Tailandia; Tuvalu; Vanuatu; Vietnam; Yemen Y Yibuti.

## Alimentación

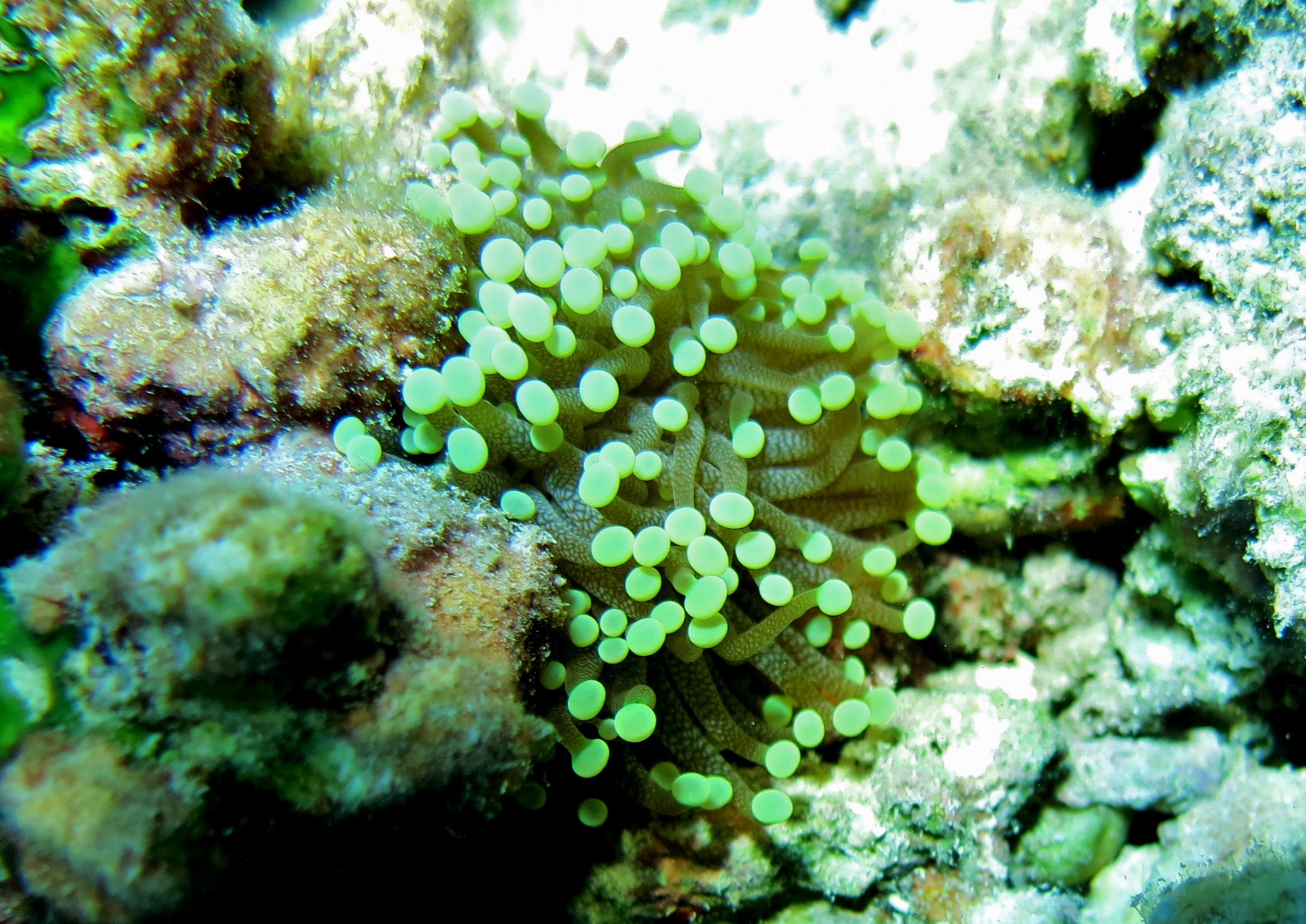
E. glabrescens en el Atolón Baa, Maldivas

En la naturaleza se nutre principalmente de plancton, y de la fotosíntesis realizada por las algas zooxantelas que habitan el tejido de sus pólipos. Las algas realizan la fotosíntesis produciendo oxígeno y azúcares, que son aprovechados por los corales, y se alimentan de los catabolitos del coral, especialmente fósforo y nitrógeno. Esto les proporciona entre el 75 y el 90% de sus necesidades alimenticias, el resto lo obtienen atrapando plancton con sus tentáculos.

## Reproducción

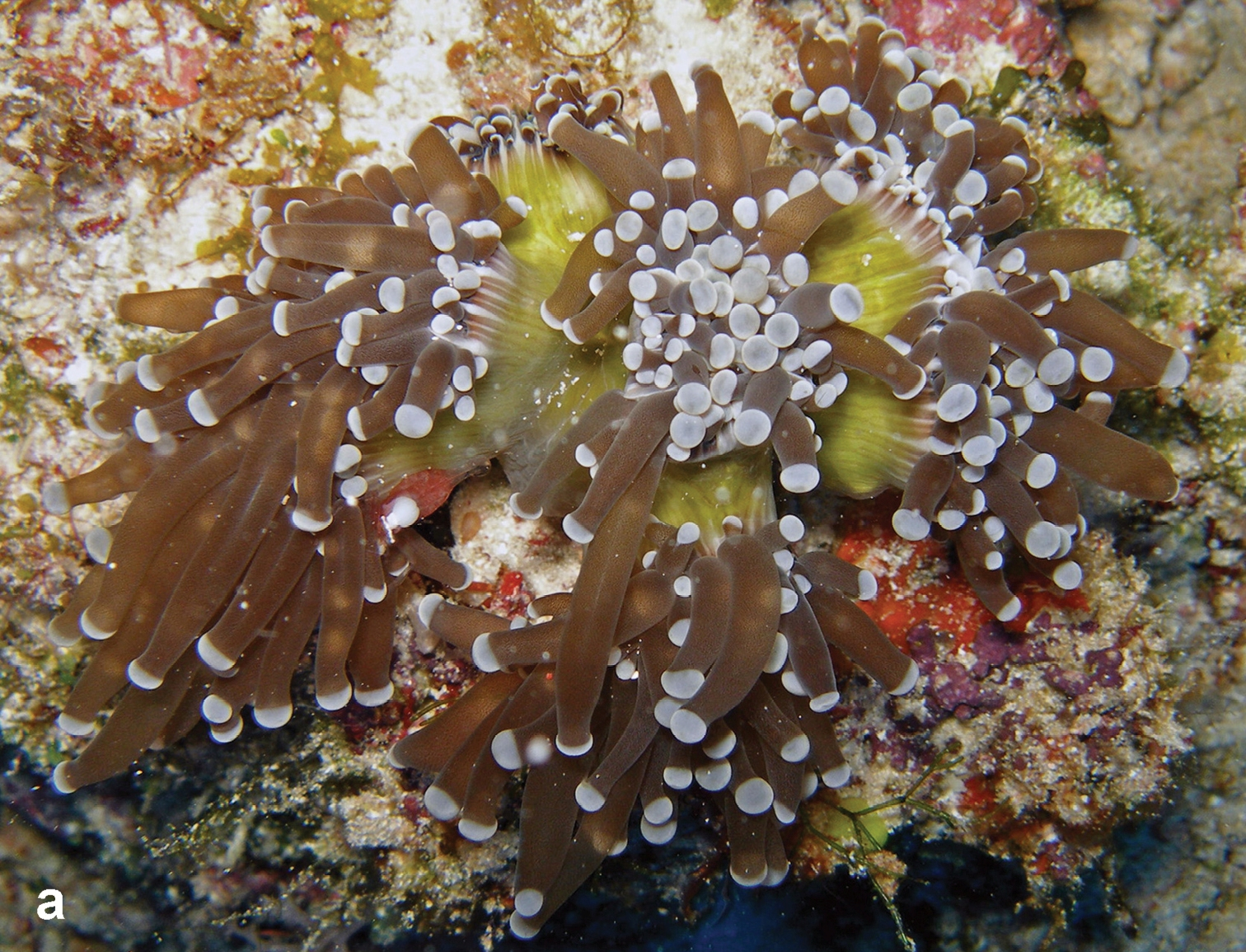
E. glabrescens, en Layang-Layang, islas Spratly

Hay colonias de glabrescens macho y hembra, en la mayoría de corales no es así. Normalmente producen esperma y huevos que se fertilizan en el agua, aunque en algunas zonas ecuatoriales incuban las larvas internamente.
El desove masivo de las colonias ocurre en verano, durante tres noches, dependiendo de la fase lunar. El tamaño de la colonia no influye en el número de huevos o esperma por pólipo, ni en la cantidad de testículos por pólipo.
Los huevos una vez en el exterior, permanecen a la deriva arrastrados por las corrientes varios días. En su interior contienen agentes bloqueantes de radiación ultravioleta para protegerles durante su fase planctónica.
Más tarde se forma una larva plánula que, tras deambular por la columna de agua marina, y, según estudios de biología marina, en un porcentaje de supervivencia que oscila entre el 18 y el 25 %, debido a factores físicos, como el viento, el oleaje o la salinidad, y biológicos, como la abundancia de predadores, cae al fondo, se adhiere a él y comienza su vida sésil. Entre el asentamiento y las larvas recién asentadas la mortalidad es muy alta. Una vez asentadas, las larvas se metamorfosean a pólipo, secretando carbonato cálcico para conformar un esqueleto, o coralito. 
Posteriormente, forman la colonia mediante la división de los pólipos por gemación.

## Mantenimiento
En cautividad, la corriente debe ser moderada.  De lo contrario, se dificulta la extensión de los pólipos, impidiendo que se alimente adecuadamente. 
Se consiguen los mejores resultados bajo una luz moderada, principalmente con tubos fluorescentes T5.
Puede complementar su alimentación con mysis y artemia. Si se alimenta el acuario diariamente por otros animales, no es necesario alimentarlos directamente, ya que se les podría sobrealimentar.
Todos los Euphyllia requieren de un manejo cuidadoso durante el transporte y aclimatación, teniendo siempre la precaución de no sacarlos nunca del agua con sus pólipos extendidos. Burbujas de aire atrapadas al retrotraer el pólipo producen generalmente infecciones devastadoras causadas por protozoos.
La reproducción común en cautividad es artificial, por fragmentación del esqueleto del coral.
Se le debe emplazar en el suelo y dejando espacio suficiente a su alrededor, para evitar que dañe otros corales con sus tentáculos "barredores".

## Conservación y amenazas

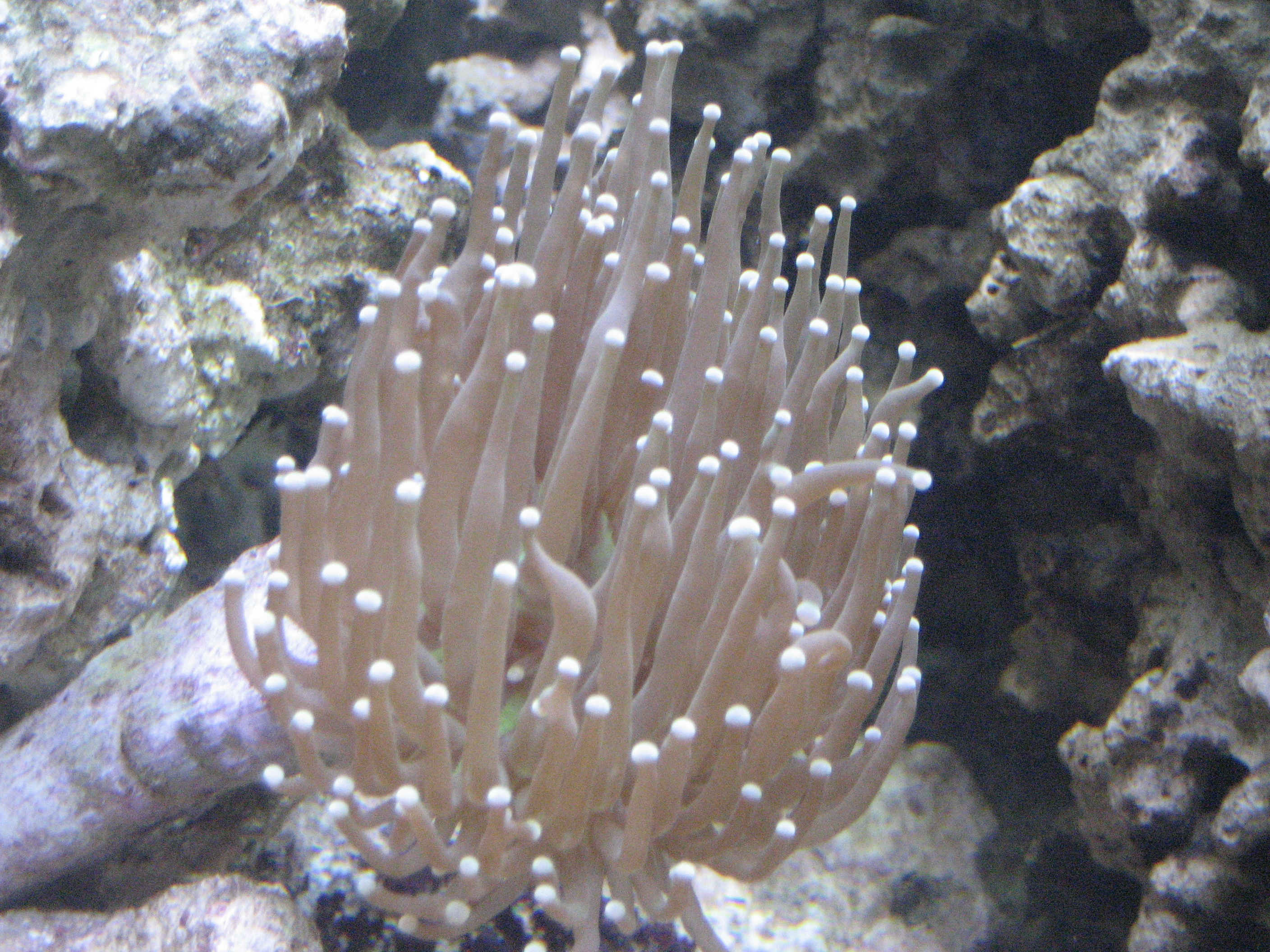

La Lista Roja de Especies Amenazadas de la Unión Internacional para la Conservación de la Naturaleza califica esta especie como de Casi Amenazada  ver 3.1, a partir de una evaluación de 2008. No obstante, el creciente aumento de la temperatura del mar está incrementando dramáticamente la muerte de corales por blanqueo en todo los océanos, y las proyecciones actuales de los expertos auguran para todo el siglo XXI episodios anuales severos de blanqueo de corales en el 99% de los arrecifes de todo el mundo. De hecho, recientes estudios han constatado que en 2016 ha muerto aproximadamente el 35% de los corales en 84 áreas de las secciones norte y centro de la Gran Barrera de Coral australiana, debido al blanqueo de coral producido por el aumento de la temperatura del mar. También durante 2016, el principal arrecife de Japón, en el archipiélago de Okinawa, sufrió una decoloración por blanqueo del 70% de su extensión, y el arrecife más septentrional del mundo, situado frente a las costas de la isla japonesa de Tsushima, dónde sus aguas templadas suelen evitar episodios de blanqueo, ha sido afectado por primera vez en el 30% de su extensión, según afirma un estudio realizado en diciembre de 2016 por el Instituto Nacional de Estudios Medioambientales de Japón (NIES).
E. glabrescens es un coral común, pero en las últimas décadas ha descendido notablemente, y en determinadas zonas continua en declive, debido al blanqueo de coral producido por el calentamiento global. Y dado el que está comprobado que el aumento de la temperatura de la superficie marina supone un incremento directo de las enfermedades de los corales,  la previsión de la población global de la especie es incierta.
Las amenazas incluyen: enfermedades como el blanqueo de coral; los daños de tormentas; la sobre-pesca; el turismo sin control, y la actividad humana. Todos estos factores han creado un efecto sinérgico que disminuye en gran medida la supervivencia y el éxito reproductivo del coral. La recuperación natural de los corales es un proceso lento, y se dificulta porque hay muchos inhibidores que influyen en su supervivencia.
En general, la mayor amenaza para la supervivencia de los corales es el cambio climático global, en particular el aumento de la temperatura del agua, que provoca el blanqueo de los corales, incrementa la susceptibilidad a las enfermedades, la severidad del fenómeno climático El Niño-Oscilación del Sur, y la acidificación del océano. Por otro lado, las enfermedades coralinas han emergido como una seria amenaza para los arrecifes de coral en todo el mundo y una causa mayor para el deterioro de los mismos, habiéndose incrementado notablemente en la última década.
Las medidas recomendadas para la conservación de esta especie incluyen la investigación en taxonomía, la población, la abundancia y tendencias, el estado de la ecología y hábitat, amenazas y resistencia a las amenazas, la acción de restauración; identificación, creación y gestión de nuevas áreas protegidas; expansión de las áreas protegidas; gestión de la recuperación; y gestión de la enfermedad, y los parásitos patógenos. La propagación artificial y técnicas como la criopreservación de gametos pueden ser importantes para la conservación de la biodiversidad de corales.
E. glabrescens está incluida en el Apéndice II de CITES, lo que significa que en los países firmantes de este tratado se requiere un permiso, tanto para su recolección, como para su comercio. En Estados Unidos está prohibida la recolección de corales para fines comerciales.